# Quatretondeta
Quatretondeta, in spagnolo Cuatretondeta, è un comune spagnolo situato nella comunità autonoma Valenciana.